# Ágios Adrianós (Argolide)
Ágios Adrianós, en grec moderne : Άγιος Αδριανός, est un village du dème des Naupliens, district régional d’Argolide, en Grèce.
Selon le recensement de 2011, la population du village s'élève à 1 080 habitants.